# Piezarina
Piezarina is een kevergeslacht uit de familie van de boktorren (Cerambycidae). De wetenschappelijke naam van het geslacht werd voor het eerst geldig gepubliceerd in 1976 door Martins.

## Soorten
Piezarina is monotypisch en omvat slechts de volgende soort:
- Piezarina smaragdina Martins, 1976